# キングコング2 怒りのメガトンパンチ
『キングコング2 怒りのメガトンパンチ』（キングコングツー いかりのメガトンパンチ）は、1986年12月18日にコナミより発売されたファミリーコンピュータ用アクションゲームである。同じくコナミから発売されたMSX2用ソフト『キングコング2 甦る伝説』（1987年）と同様にアメリカで制作された映画『キングコング2』（1986年）を題材とする。

## ゲーム内容
研究所に連れ去られたキングコングが、同じくさらわれたレディコングを救出するため研究所を抜け出し、敵との戦いを繰り広げる内容。全9ステージ（本作ではステージを「ワールド」と呼ぶ）で、エンディングはあるものの、その後も2周目、3周目と続くループゲームである。なお映画版のエイミィ博士やミッチェルその他の人物は本作には登場しない。

### ステージ構成
ワールド1：前線基地
軍事施設。戦車や戦闘ヘリが多数登場する。
ワールド2：ジャングル
海があり、戦闘ヘリの他に魚のような敵も登場する。所々に深い森があるが、その中では移動速度が落ち、ジャンプができなくなる（ライフは減らない）。
ワールド3：悪夢の迷宮
研究施設。左右に動く鳥のような敵など、怪物タイプの敵が多い。
ワールド4：海洋浮上都市
コンビナート基地。戦車が多数登場する。
ワールド5：平和な街
市街地。車などが登場する。
ワールド6：夜の街
ワールド5と同じく車も敵。破壊できる建物が多数ある。
ワールド7：山岳地帯
落下即死地点多数。雲に乗って谷間を渡れる場所もある。
ワールド8：近代都市
ワールド6と同じく破壊できる建物多数。高速道路が通っていて、これで区切られて入りづらい区画もある。
ワールド9：最後の迷宮
秘密基地。隠し通路や壊れる壁を見つけないと先に進めない。ここの最終地点にレディコングが囚われている。BGMが他のワールドと大きく異なり、ワープ部屋のロングバージョンのような曲になっている。

## システム
1画面ごとに移動するフリップスクリーン方式の縦型アクションゲームで、ライフ制と残機制を併用しており、ライフが0になるか、穴に落ちるとミスとなりコングの残り数が減る。コングが全ていなくなるとゲームオーバーとなる。ライフは敵の攻撃を受けた時だけでなく、海などの水に入っている時にも減っていく。水中にいる間は動きが鈍るうえ、ジャンプもできなくなる。
コングの攻撃方法は、パンチ、踏み付け、岩投げ付けの3種類だが、踏み付けは効かない敵もいる。セレクトボタンを押すとパンチと岩投げ付けが切り替わる。岩投げ付けは離れた敵も攻撃できるが、放物線状に飛ぶためやや扱いが難しい。また手持ちの岩が0になると投げられなくなり、ロックを拾って補充する必要がある。敵の攻撃を受けるとコングは反動で弾き飛ばされるため、時には穴などに転落することもある。
マップ上にある様々な障害物はコングが攻撃することにより破壊することができる。特定の障害物を壊すとアイテムが出現したり、重要なアイテムや他のワールドにワープする扉が存在する部屋に入ることができる。
各ワールドにはそれぞれボスがいて、ボスを倒すと鍵が手に入る（最終ボスを除く）。8つの鍵を集めてワールド9にいる最終ボスを倒し、囚われのレディコングを救出することがゲームの目的となる。なお、ボスを倒すだけでは次のワールドに進むことはできず、他のワールドに移動するには前述のワープ扉を探し出す必要がある。

## ストーリー
キングコングはレディーコングに恋をしていた。しかし、二人の幸せは突如として引き裂かれる。レディーコングが何者かによって連れ去られてしまった。 
怒り狂ったコングは、軍隊やモンスターと命がけで戦うことを決意する。レディーコングを救出するため、コングは行く手を遮る数々の迷宮と敵の攻撃を突破していく。

## 敵キャラクター

### ザコキャラクター
特定のワールドのみに出てくるものと、複数のワールドに出現するものがいる。
スライム
ほとんどのワールドに出てくる敵。プルプル震えたあとスッと移動する。目や口が付いたものや耐久力のあるもの、増殖（分裂）するものなど、さまざまなタイプがいる。
戦車
砲弾を撃ってくる、ワールドによって攻撃力が違い、静止しているものと移動するものがある。
ファイアーゲート
全てのワールドに登場。回転する火柱で長いものと短いものがあり、場所により回転速度が異なる。破壊は不可能。
Gハエ
フライヘッド
Gハエは虫型の敵でワールド1と7に、フライヘッドは赤くて耳の大きな頭だけの怪物でワールド3に登場する。一定の範囲を揺れるように左右に動き、時々静止する。
ヘリペラ
戦闘ヘリ。集団で出現する。真下へ下降したあとコングの方へ飛んでくるものと、円状に飛び回るものがいる。
ファイアードラゴン
グリーンドラゴン
ウォータードラゴン
小型のドラゴン。ウロウロ動き回り、時折止まって炎を吐く。
ジャンプヘッド
ホッパー
ジャンプヘッドはワールド3に、ホッパーはワールド6や8に登場。どちらも画面内をジャンプで動き回る。
ゾーム
ワールド3に登場。板状の敵で、画面上方から真下に飛んでくる。集団で出現することが多く、若干耐久力がある。
マリンボーズ
ワールド4に登場。上下左右の画面端から出現し、列を作って波型に飛んでくる。時間がたつと1匹ずつ離脱していく。
フラップス
無人局地探査ボット
フラップスは脚の生えた花の怪物でワールド5に、無人局地探査ボットは本体が瓶（？）のような形の機械でワールド7に登場する。どちらも弾を数発撃ったあとコングに向かって飛んでくる。
長距離ミサイル
画面外から一直線に飛んできて、ある程度飛ぶと自爆する。無制限に出現するが、倒してもアイテムは落とさない。
風船爆弾
赤い球のような敵。その場で動かず、コングが近づくと反応して一定時間後に自爆する。攻撃力は高い。コングの攻撃で破壊することはできないので、避けて通るか自爆させてから通過するしかない。
岩石
ワールド7に登場。四方からバウンドしながら迫ってくる巨岩で、無制限に出現する。大きいが一撃で倒せる。

### ボスキャラクター
ボスの部屋は重要アイテムの部屋と同じように、画面上の（または障害物に隠された）扉の中に存在する（サイボットコングのみワールドのマップ上に部屋がある）。戦闘中に部屋から出てボスから逃げることも可能だが、その場合はそれまで与えたダメージは全て無効になる。また、倒して鍵を取らずに部屋を出た場合もボスが復活する。得点は単体のボス（以下の特記以外すべて）が5000点、複数のボスは1体1000点。それぞれ倒した瞬間に加算される。ザコキャラを産み出すボスもいるが、そのザコを倒してもアイテムは出ない。
キングパウンド
ワールド1のボス。巻貝の怪物で、左右または上下に往復し、時おり貝類らしからぬスピードでコングめがけダッシュしてくる。同時に小型の巻貝「コタニシ」を産み出しコングに仕向けてくる。
キングスパイダー
ワールド2のボス。クモの怪物で、クモの巣を2発放ったあとコングに向かって一定距離を直進、を繰り返す。クモの巣に当たると一定時間移動だけでなくジャンプもできなくなる。同時に子グモも産み出す。
キングリザード
ワールド3のボス。6本足のトカゲの怪物で、3体同時に襲ってくる。ダッシュを交えて部屋を上下左右に動き回り、コングが近づくと真下へ炎を吐く。
キングパール
ワールド4のボス。二枚貝の怪物で、部屋の上方をフワフワ飛びながら、分裂して部屋中を跳ね回る真珠爆弾で攻撃してくる。
キングビースト
ワールド5のボス。グラディウスシリーズのテトランに似た、岩のような怪物で、ランダムに動き回り、体の周りに付けた4つのビットを円運動させながら飛ばしてくる。ビットからは次々と弾を撃つ。
キングスライム
ワールド6のボス。大型のスライムで、ザコのスライムと同じく体を震わせながら移動し、小型のスライムを産み出す。
キングドラゴン
ワールド7のボス。大型のドラゴンで、時おり部屋の中央で動きを止め、胴体部分をバラバラにして部屋中を飛び回らせる攻撃を行う。ダメージを与えるにつれ短くなっていき、胴体部分がなくなると頭部から弾を連射するようになる。
キングビー
ワールド8のボス。蜂の怪物で、上下に揺れながら部屋の上方を高速で往復し、子蜂を次々と仕向けてくる。また、尻の先の毒針からは一定間隔でビームを発射する。
サイボットコング
ワールド9のボス。コングを模したような姿の機械の敵で、本作の最終ボス。全部で18体いて、前列左から1体ずつ襲ってくる（1体倒すまで次が動き出すことはない）。耐久力が低く体当たりしかしないが、動きが素早く不規則な上に攻撃力が高いので、パンチで戦うのはリスクが伴う。

## アイテム
ハートとロックは敵を倒すと出現し、それ以外は特定の部屋、あるいは特定の位置に存在する。特記以外のアイテムはミスすると効果が失われるが、元あった場所に復活する。
- ハート : コングの体力（ライフ）を5回復させることができる。
- ロック : 1つ拾うと岩を5個補充できる。
- スピード : 黒いボトルのようなアイテムで、コングの移動速度が1段階上昇し、ジャンプの飛距離が伸びる。
- パワーロック : コングの投げる岩の攻撃力が1段階上昇する。
- 人工心臓 : 各ワールドに1つずつあり、取るとコングのライフの最大値が100増える（最大999まで）。同時にライフも最大値まで回復する。やられても効果は無くならない。
- ロックケース : コングが持てる岩の数が10増える（最大99まで）。人工心臓と違って、最大値が増えるだけで同時に岩が補給されることはない。やられても効果は無くならない。最大値99の時、手持ちロックが100を超えるような補充のしかたをすると数値が00に戻される。
- スターロック : 名前通り星型のアイテムで、一定時間（約12秒間）、専用のBGMとともにコングが光り輝いて無敵状態になり、体当たりで敵を倒せる。ただし水によるライフの減少は防げないうえ、穴に落ちればミスになる。
- モアイ : 1UPアイテム。コングの残り数が1増える。このアイテムは一度取るとミスしても復活しない。なお本作にはスコアによる1UPもある。
- ハイパーボンブ : 青い※形のアイテムで、取るとその場にいる敵が全滅する。
- コナミマーク : 取ると画面下からコナミマンが飛んでくる。
- コナミマン : 触れるとライフが完全回復する。
- 鍵 : ワールド1〜8のボスを倒すと出現。全て集めると最終ボスの部屋の扉を破壊できるようになる。また、取った時にはライフが完全に回復する。

## スタッフ
- プログラム：KONG YAMADA（山田善朗）、MU-CHAN
- キャラクター：MAYUMI、JOUTA
- 音楽：RUSHER SHINYA（坂元信也）、BRILLIANT SATOE（寺島里恵）、YAMAKO（山下絹代）、CHARLEY SADA（禎清宏）
- スペシャル・サンクス：HYPER HACHI、WINDY HITOMICHAN（風仁美）、POWERFUL HORI、UME（梅崎重治）、KAZUHIRO SHINAMON（青山和浩）、TOSHI、OSETSU（村木摂）、SHINTA、TAKACHAN
- 美術：霜出健治

## 評価
ゲーム誌『ファミリーコンピュータMagazine』の読者投票による「ゲーム通信簿」での評価は以下の通り19.16点（満30点）となっている。また、同雑誌1991年5月10日号特別付録の「ファミコンロムカセット オールカタログ」では、「なかなか爽快感のあるゲームだ」と紹介されている。
| 項目 | キャラクタ | 音楽 | 操作性 | 熱中度 | お買得度 | オリジナリティ | 総合  |
| 得点 | 3.51       | 3.32 | 3.21   | 3.17   | 2.88     | 3.07           | 19.16 |